# 1. (poljska) samostojna padalska brigada
1. (poljska) samostojna padalska brigada je bila padalska brigada, sestavljena iz poljskih vojakov leta 1941, ki so po kapitulaciji Poljske 1939 našli zatočišče v Angliji. Prvi poveljnik brigade je bil Stanisław Sosabowski.

## Zgodovina

### Operacija Market-Garden
Prva enota, ki je bila poslana v boj je bila protitankovska baterija, ki je bila poslana kot podpora angleškim padalcem pri Oosterbeeku. Po treh dneh odlaganja sta 2. in 3. bataljon izvedla kombiniran zračni desant (s padali in jadralnimi letali). Ker je bilo premalo jadralnih letal, so morali v Angliji pustiti lahko artilerijsko baterijo. Nepopolna brigada je pristala v Drielu na južni strani Rena. Po zavzetju Driela so Poljaki hoteli prečkati Ren, toda brod, ki naj bi jih prepeljal čez reko, je bil potopljen. Naslednji dan so našli nekaj manjših čolnov, tako da je okoli 200 vojakov prečkalo Ren in se združili s pripadniki britanske 1. zračnoprevozne divizije v Arnhemu. 26.septembra 1944 je brigada (zdaj z vsemi tremi bataljoni) dobila ukaz, da se premakne proti Nijmegnu. V operaciji Market-Garden je brigada imela okoli 400 žrtev, kar znaša 23 % bojne moči.

### Povojno dogajanje
1945 je bila dodeljena 1. poljski oklepni diviziji in bila nastanjena v zahodni Nemčiji do razpustitve 30. junija 1947. Večina pripadnikov je ostala v tujini, saj se niso hoteli vrniti v komunistično Poljsko.

## Organizacija
- Brigadna štabna četa
- 1. padalski bataljon
1. padalska četa
2. padalska četa
3. padalska četa
- 2. padalski bataljon
4. padalska četa
5. padalska četa
6. padalska četa
- 3. padalski bataljon
7. padalska četa
8. padalska četa
9. padalska četa
- Zračnoprevozna protitankovska baterija
- Zračnoprevozna inženirska četa
- Zračnoprevozna signalna četa
- Zračnoprevozna sanitetna četa
- Transportna in oskrbovalna četa
- Zračnoprevozna lahka artilerijska baterija

## Pripadniki
- Stanislaw Sosabowski